# Ла-Шапель-Монтодон
Ла-Шапе́ль-Монтодо́н (фр. La Chapelle-Monthodon) — коммуна во Франции, находится в регионе Пикардия. Департамент коммуны — Эна. Входит в состав кантона Эссом-сюр-Марн. Округ коммуны — Шато-Тьерри.
Код INSEE коммуны 02161.

## Население
Население коммуны на 2010 год составляло 189 человек.
| 1962 | 1968 | 1975 | 1982 | 1990 | 1999 | 2010 |
| ---- | ---- | ---- | ---- | ---- | ---- | ---- |
| 193  | 178  | 148  | 167  | 173  | 209  | 189  |

## Экономика
В 2010 году среди 117 человек трудоспособного возраста (15-64 лет) 100 были экономически активными, 17 — неактивными (показатель активности — 85,5 %, в 1999 году было 66,9 %). Из 100 активных жителей работали 91 человек (48 мужчин и 43 женщины), безработных было 9 (3 мужчин и 6 женщин). Среди 17 неактивных 11 человек были учениками или студентами, 4 — пенсионерами, 2 были неактивными по другим причинам.